# Norman F. Dixon
Norman Frank Dixon (Epsom, Surrey, VK, 1922 – 2013)  was een Britse emeritus hoogleraar psychologie aan het University College London. Hij schreef onder meer het boek On the Psychology of Military Incompetence (1976), over psychologische verklaringen voor militaire incompetentie.

## Carrière
Dixon werd geboren op 19 mei 1922 in Epsom als de zoon van Henri Jacques Dixon en Edith Mary O'Connor. Hij diende van 1940 tot 1950 bij de Royal Engineers, waarvan negen jaar als officier bij de explosievenopruimingsdienst. Hij raakte hierbij zwaar gewond ("largely through my own incompetence"), met als gevolg dat hij een arm verloor. In 1950 ging Dixon psychologie studeren aan de Universiteit van Reading in Berkshire. Hij studeerde af in 1953 met een 'first-class honours degree'. In 1956 promoveerde hij in Reading als 'Doctor of Philosophy'. In 1974 ontving hij de 'Carpenter Medal' van de Universiteit van Londen "for work of exceptional distinction in Experimental Psychology", waarna hij in 1978 aan dezelfde universiteit de graad van 'Doctor of Science' behaalde. Hij kreeg in 1983 een eredoctoraat van de Universiteit van Lund in Zweden, werd onderscheiden met benoeming tot Lid in de Orde van het Britse Rijk, en was een 'Fellow of the British Psychological Society'.

## Publicaties
- (en)  Dixon, N.F. (1971). Subliminal Perception: Nature of a Controversy. McGraw-Hill Inc., US. ISBN 0070941475.
- (en)  Dixon, N.F. (1972). Who believes in subliminal perception?. New Scientist, 3 februari 1972, p. 252-255.
- (en)  Dixon, N.F. (1976). On the Psychology of Military Incompetence. Jonathan Cape. ISBN 0-224-01161-8 (en Pimlico, 1994, ISBN 0-7126-5889-0).
- (en)  Dixon, N.F. (1982). Preconscious Processing. John Wiley: London. ISBN 047127982X.
- (en)  Dixon, N.F. (1987). Our Own Worst Enemy. Jonathan Cape: London. ISBN 0224023721.